# Ödingstjärnen
Ödingstjärnen är en sjö i Ragunda kommun i Jämtland och ingår i Ångermanälvens huvudavrinningsområde. Sjön har en area på 0,0958 kvadratkilometer och ligger 306,1 meter över havet. Sjön avvattnas av vattendraget Jämtån.

## Delavrinningsområde
Ödingstjärnen ingår i det delavrinningsområde (698799-155383) som SMHI kallar för Inloppet i Öster-Sågtjärnen. Medelhöjden är 347 meter över havet och ytan är 4,21 kvadratkilometer. Det finns ett avrinningsområde uppströms, och räknas det in blir den ackumulerade arean 35,27 kvadratkilometer. Jämtån som avvattnar avrinningsområdet har biflödesordning 4, vilket innebär att vattnet flödar genom totalt 4 vattendrag innan det når havet efter 94 kilometer. Avrinningsområdet består mestadels av skog (76 procent). Avrinningsområdet har 0,09 kvadratkilometer vattenytor vilket ger det en sjöprocent på 2,1 procent.